# Baptiste Reynet
Baptiste Reynet (Romans-sur-Isère, 28 oktober 1990) is een Frans voetballer. Hij is een doelman en staat onder contract bij Toulouse FC.

## Carrière
Reynet speelde in de jeugd voor FC Martigues in Frankrijk. In het seizoen 2011/12 maakte hij de overstap naar het eerste elftal van Dijon FCO. Zijn debuut in de Ligue 1 maakte hij op 13 augustus 2011 in de met 2–0 verloren wedstrijd tegen Toulouse FC. Op 22 augustus 2013 tekende Reynet een contract voor vier seizoenen bij FC Lorient. Hij werd vervolgens uitgeleend aan Dijon en keerde uiteindelijk in februari 2015 definitief terug naar Dijon. Op 29 juni 2018 tekende Reynet een contract voor 4 seizoenen bij Toulouse.

## Statistieken
| Seizoen | Club        | Land               | Competitie | Competitie | Competitie | Beker | Beker | Europees | Europees | Totaal | Totaal |
| Seizoen | Club        | Land               | Competitie | Wed.       | Dlp.       | Wed.  | Dlp.  | Wed.     | Dlp.     | Wed.   | Dlp.   |
| ------- | ----------- | ------------------ | ---------- | ---------- | ---------- | ----- | ----- | -------- | -------- | ------ | ------ |
| 2011/12 | Dijon FCO   | Vlag van Frankrijk | Ligue 1    | 37         | 0          | 1     | 0     | —        | —        | 38     | 0      |
| 2012/13 | Dijon FCO   | Vlag van Frankrijk | Ligue 2    | 37         | 0          | 2     | 0     | —        | —        | 39     | 0      |
| 2013/14 | FC Lorient  | Vlag van Frankrijk | Ligue 1    | 6          | 0          | 1     | 0     | —        | —        | 7      | 0      |
| 2013/14 | Dijon FCO   | Vlag van Frankrijk | Ligue 2    | 3          | 0          | 1     | 0     | —        | —        | 4      | 0      |
| 2014/15 | Dijon FCO   | Vlag van Frankrijk | Ligue 2    | 36         | 0          | 3     | 0     | —        | —        | 39     | 0      |
| 2015/16 | Dijon FCO   | Vlag van Frankrijk | Ligue 2    | 38         | 0          | 2     | 0     | —        | —        | 40     | 0      |
| 2016/17 | Dijon FCO   | Vlag van Frankrijk | Ligue 1    | 37         | 0          | —     | —     | —        | —        | 37     | 0      |
| 2017/18 | Dijon FCO   | Vlag van Frankrijk | Ligue 1    | 38         | 0          | —     | —     | —        | —        | 38     | 0      |
| 2018/19 | Toulouse FC | Vlag van Frankrijk | Ligue 1    | 7          | 0          | 0     | 0     | —        | —        | 7      | 0      |
| TOTAAL  | TOTAAL      | TOTAAL             | TOTAAL     | 239        | 0          | 10    | 0     | 0        | 0        | 249    | 0      |

2 Nicolaisen ·
3 McKenzie ·
4 Cresswell ·
5 Genreau ·
6 Akdağ ·
7 Aboukhlal ·
8 Sierro  ·
9 Magri ·
10 Gboho ·
12 Kamanzi ·
13 King ·
15 Dønnum ·
17 Suazo ·
19 Sidibé ·
20 Schmidt ·
21 Zajc ·
23 Cásseres ·
30 Domínguez ·
50 Restes ·
80 Babicka ·
Coach: Martínez